# Неємія Ґрю
Неємія Ґрю (англ. Nehemiah Grew; 26 вересня 1641, Ворикшир — 25 березня 1712, Лондон) — англійський ботанік і лікар, мікроскопіст, основоположник анатомії рослин. Закінчив Кембриджський університет, в 1671 здобув ступінь доктора медицини в Лейденському університеті. Член Лондонського королівського товариства, з 1677 — його секретар.
Здобув ступінь ліценціата в Пемброк Хол, Кембриджський університет в 1661, ступінь доктора медицини — в Лейденському університеті (Нідерланди) в 1671. Спочатку практикував у Ковентрі, пізніше переїхав до Лондона. Заняття з анатомії тварин привели його до ідеї застосувати той же підхід до вивчення і класифікації рослин, результатом чого стала його перша робота Anatomy of Vegetables Begun, яка була представлена Лондонському королівському товариству в 1672 році одночасно з рукописом Марчелло Мальпігі на ту ж тему.